# 1° de Maio de Quelimane
Clube 1° de Maio de Quelimane, auch bekannt als Primeiro de Maio Quelimane, ist ein mosambikanischer Fußballverein mit Sitz in der Stadt Quelimane. Von 2012 bis 2018 spielte der Verein in der Moçambola, der höchsten Spielklasse des Landes.

## Geschichte
Der Verein wurde am 16. Juni 2009 in Quelimane gegründet. Der Name Clube 1° de Maio Quelimane wurde nach dem 1. Mai, einem offiziellen Feiertag in Mosambik und Tag der Arbeiterbewegung, gewählt. Daher lautet der Spitzname des Vereins Operários (auf Deutsch: Arbeiter).
2014 gewann Primeiro de Maio Quelimane die Meisterschaft in der zweitklassigen Segunda Divisão und stieg erstmals in die Moçambola auf. In der Saison 2014/15 erreichten die Operários mit 29 Punkten den zwölften Tabellenplatz (von 14) und wären eigentlich direkt abgestiegen, aber aufgrund einer Ligaerweiterung auf 16 Teams konnten sie die Klasse in der Moçambola halten. Vier Spielzeiten verbrachte Quelimane in der ersten Liga, bis der Verein 2018 endgültig abstieg. Obwohl der Verein 2015 mit Platz 12 abgestiegen wäre, hätte es die Ligaerweiterung nicht gegeben, ist diese Platzierung dennoch die beste in der Vereinsgeschichte.

## Stadion
Die Heimspielstätte des Vereins ist das Estádio 1 de Maio mit einer Kapazität von 8000 Zuschauern.

## Bekannte Spieler
- Manuel Kambala (2010)